# Witalij Urażcew
Witalij Gieorgijewicz Urażcew (ur. 1944 w Kraju Chabarowskim), rosyjski publicysta.
Absolwent Riazańskiej Oficerskiej Szkoły Wojsk Spadochronowych, wydziału dziennikarskiego Uniwersytetu Moskiewskiego i Wojskowej Akademii Politycznej im. Lenina. Od 1989 do 1990 współprzewodniczący, a od 1990 przewodniczący Związku Ochrony Socjalnej Wojskowych i Członków ich Rodzin "Szczit". Deputowany ludowy Rosji. W 1992 został przywódcą grupy "Reformy Armii" (po rozłamie w "Szczicie"). W 1993 wszedł w skład "Grażdanskogo Sojuza".